# Teucrium compactum
Teucrium compactum là một loài thực vật có hoa trong họ Hoa môi. Loài này được Clemente ex Lag. miêu tả khoa học đầu tiên năm 1816.